# UCI Africa Tour 2012
Die UCI Africa Tour ist der vom Weltradsportverband UCI zur Saison 2005 eingeführte afrikanische Straßenradsport-Kalender unterhalb der UCI ProTour (seit 2011: UCI WorldTour) und gehört zu den UCI Continental Circuits. Die siebte Saison beginnt am 1. Oktober 2011 und endet am 30. September 2012.
Die Eintagesrennen und Etappenrennen der UCI Africa Tour sind in drei Kategorien (HC, 1 und 2) eingeteilt. Bei jedem Rennen werden Punkte für eine Wertung vergeben. An dieser Wertung nehmen die Professional Continental Teams und die Continental Teams teil. An den einzelnen Rennen können auch ProTeams teilnehmen, die von Fahrern der ProTeams erzielten Platzierungen bleiben aber für das Ranking außer Betracht.
Die UCI gab am 26. Januar 2012 bekannt, dass die drei afrikanischen Continental Teams Groupement Sportif Pétrolier Algérie, MTN Qhubeka und Team Bonitas aufgrund ihrer Platzierung in einem fiktionalen Ranking zu Saisonbeginn Startrecht zu allen Rennen der ersten und zweiten UCI-Kategorie haben.

## Gesamtstand
(Endstand: 30. September 2012)
| Platz | Fahrer                      |             | Team | Punkte |
| ----- | --------------------------- | ----------- | ---- | ------ |
| 1.    | Tarik Chaoufi               | Marokko     |      | 325    |
| 2.    | Adil Jelloul                | Marokko     |      | 243,67 |
| 3.    | Reinardt Janse van Rensburg | Sudafrika   | MTN  | 206,67 |
| 4.    | Azzedine Lagab              | Algerien    | GSP  | 181,33 |
| 5.    | Abdelati Saadoune           | Marokko     |      | 168,67 |
| 6.    | Natnael Berhane *           | Eritrea     |      | 160,67 |
| 7.    | Mouhssine Lahsaïn           | Marokko     |      | 140,67 |
| 8.    | Yves Ngue Ngock             | Kamerun     |      | 132    |
| 9.    | Meran Russan                | Eritrea     | MTN  | 110    |
| 10.   | Soufiane Haddi *            | Marokko     |      | 108    |
|       | ...                         |             |      |        |
| 54.   | Fabian Schnaidt *           | Deutschland | SCS  | 22     |
| 55.   | Sébastien Reichenbach       | Schweiz     |      | 21     |

| Platz | Team                                 |                    | Punkte |
| ----- | ------------------------------------ | ------------------ | ------ |
| 1.    | MTN Qhubeka                          | Sudafrika          | 653,68 |
| 2.    | Groupement Sportif Pétrolier Algérie | Algerien           | 438,99 |
| 3.    | Team Europcar                        | Frankreich         | 230    |
| 4.    | Team Type 1-Sanofi                   | Vereinigte Staaten | 150    |
| 5.    | SP Tableware Cycling Team            | Griechenland       | 105    |
| 6.    | Rietumu-Delfin                       | Lettland           | 80     |
| 7.    | Continental Team Astana              | Kasachstan         | 79     |
| 8.    | Vélo Club SOVAC Algérie              | Algerien           | 74,33  |
| 9.    | Dukla Trenčín Trek                   | Slowakei           | 59     |
| 10.   | Konya Torku Şeker Spor               | Turkei             | 49     |
|       | ...                                  |                    |        |
| 12.   | Team Specialized Concept Store       | Deutschland        | 34     |
| 19.   | Atlas Personal-Jakroo                | Schweiz            | 16     |

| Platz | Nation         | Punkte  |
| ----- | -------------- | ------- |
| 1.    | Marokko        | 1333,68 |
| 2.    | Südafrika      | 957,01  |
| 3.    | Eritrea        | 643,01  |
| 4.    | Algerien       | 602,99  |
| 5.    | Kamerun        | 207     |
| 6.    | Tunesien       | 191     |
| 7.    | Ruanda         | 160,68  |
| 8.    | Burkina Faso   | 141     |
| 9.    | Äthiopien      | 42      |
| 10.   | Elfenbeinküste | 35,68   |

| Platz | Nation (U23)   | Punkte |
| ----- | -------------- | ------ |
| 1.    | Eritrea        | 459,34 |
| 2.    | Marokko        | 299,67 |
| 3.    | Algerien       | 156    |
| 4.    | Äthiopien      | 37     |
| 5.    | Südafrika      | 33,67  |
| 6.    | Tunesien       | 24     |
| 7.    | Elfenbeinküste | 15,67  |
| 8.    | Kamerun        | 12     |
| 9.    | Ruanda         | 3      |
| 10.   | Ägypten        | 2      |

* U23-Fahrer

Zu den Regeln der einzelnen Ranglisten: 

## Rennkalender

### Oktober 2011
| Datum   | Rennen                  | Kat. | Ergebnis | Sieger           | Team                      |
| ------- | ----------------------- | ---- | -------- | ---------------- | ------------------------- |
| 29.–2.  | Grand Prix Chantal Biya | 2.2  | Details  | Yves Ngue Ngock  | SNH Vélo Club             |
| 21.–30. | Tour du Faso            | 2.2  | Details  | Hamidou Zidweiba | Équipe Regional du Centre |

### November 2011
| Datum   | Rennen                                                | Kat. | Ergebnis | Sieger                                                               | Team                       |
| ------- | ----------------------------------------------------- | ---- | -------- | -------------------------------------------------------------------- | -------------------------- |
| 4.      | Les Challenges de la Marche Verte - GP Sakia El Hamra | 1.2  |          | verlegt auf 16. Februar 2012                                         |                            |
| 5.      | Les Challenges de la Marche Verte - GP Oued Eddahab   | 1.2  |          | verlegt auf 17. Februar 2012                                         |                            |
| 6.      | Les Challenges de la Marche Verte - GP Al Massira     | 1.2  |          | verlegt auf 18. Februar 2012                                         |                            |
| 9.      | Afrikameisterschaft - Mannschaftszeitfahren           | CC   | Details  | Natnael Berhane Ferekalsi Debessay Daniel Teklehaymanot Jani Tewelde | Eritrea                    |
| 11.     | Afrikameisterschaft - Einzelzeitfahren                | CC   | Details  | Daniel Teklehaymanot                                                 | Eritrea                    |
| 11.     | Afrikameisterschaft - Einzelzeitfahren (U23)          | CC   | Details  | Louis Meintjes                                                       | Eritrea                    |
| 13.     | Afrikameisterschaft - Straßenrennen                   | CC   | Details  | Natnael Berhane                                                      | Eritrea                    |
| 13.     | Afrikameisterschaft - Straßenrennen (U23)             | CC   | Details  | Natnael Berhane                                                      | Eritrea                    |
| 20.–26. | Tour of Rwanda                                        | 2.2  | Details  | Kiel Reijnen                                                         | Team Type 1-Sanofi Aventis |

### Januar
| Datum   | Rennen                                     | Kat. | Ergebnis | Sieger | Team |
| ------- | ------------------------------------------ | ---- | -------- | ------ | ---- |
| 25.–29. | Tour de Côte d’Ivoire de la Réconciliation | 2.2  | abgesagt |        |      |

### Februar
| Datum   | Rennen                                                | Kat. | Ergebnis | Sieger          | Team           |
| ------- | ----------------------------------------------------- | ---- | -------- | --------------- | -------------- |
| 5.–10.  | Ägypten-Rundfahrt                                     | 2.2  | abgesagt |                 |                |
| 12.     | Grand Prix of Sharm el-Sheikh                         | 1.2  | abgesagt |                 |                |
| 16.     | Les Challenges de la Marche Verte - GP Sakia El Hamra | 1.2  | Details  | Tarik Chaoufi   | Marokko        |
| 17.     | Les Challenges de la Marche Verte - GP Oued Eddahab   | 1.2  | Details  | Andris Smirnovs | Rietumu-Delfin |
| 18.     | Les Challenges de la Marche Verte - GP Al Massira     | 1.2  | Details  | Ismail Ayoune   | Marokko        |
| 19.–26. | Tour of South-Africa                                  | 2.2  | abgesagt |                 |                |

### März
| Datum   | Rennen           | Kat. | Ergebnis | Sieger                      | Team                      |
| ------- | ---------------- | ---- | -------- | --------------------------- | ------------------------- |
| 8.–17.  | Tour du Cameroun | 2.2  | Details  | Yves Ngue Ngock             | Kamerun                   |
| 10.–14. | Tour d’Algérie   | 2.2  | Details  | Natnael Berhane             | Eritrea                   |
| 16.     | Circuit d’Alger  | 1.2  | Details  | Ioannis Tamouridis          | SP Tableware Cycling Team |
| 23.–1.  | Tour du Maroc    | 2.2  | Details  | Reinardt Janse van Rensburg | MTN Qhubeka               |

### April
| Datum   | Rennen                                             | Kat. | Ergebnis | Sieger              | Team                                 |
| ------- | -------------------------------------------------- | ---- | -------- | ------------------- | ------------------------------------ |
| 3.      | Les Challenges Phosphatiers - Challenge Khouribga  | 1.2  | Details  | Tarik Chaoufi       | Marokko                              |
| 4.      | Les Challenges Phosphatiers - Challenge Youssoufia | 1.2  | Details  | Mouhssine Lahsaïn   | Marokko                              |
| 5.      | Les Challenges Phosphatiers - Challenge Ben Guerir | 1.2  | Details  | Abdellah Ben Youcef | Groupement Sportif Pétrolier Algérie |
| 24.–29. | La Tropicale Amissa Bongo                          | 2.1  | Details  | Anthony Charteau    | Team Europcar                        |

### Mai
| Datum   | Rennen                                            | Kat. | Ergebnis | Sieger                     | Team        |
| ------- | ------------------------------------------------- | ---- | -------- | -------------------------- | ----------- |
| 8.      | Challenge du Prince - Trophée Princier            | 1.2  | Details  | Tarik Chaoufi              | Marokko     |
| 9.      | Challenge du Prince - Trophée de l'Anniversaire   | 1.2  | Details  | Reda Aadel                 | Marokko     |
| 10.     | Challenge du Prince - Trophée de la Maison Royale | 1.2  | Details  | Abdelati Saadoune          | Marokko     |
| 16.–20. | Tour de Tunisie                                   | 2.2  |          | abgesagt                   |             |
| 22.     | Grand Prix de la Banque de l’Habitât              | 1.2  |          | abgesagt                   |             |
| 30.–3.  | Tour of Eritrea                                   | 2.2  |          | Jacques Janse van Rensburg | MTN Qhubeka |

### Juni
| Datum  | Rennen                   | Kat. | Ergebnis | Sieger             | Team      |
| ------ | ------------------------ | ---- | -------- | ------------------ | --------- |
| 9.–10. | Kwita Izina Cycling Tour | 2.2  |          | Abraham Ruhumuriza | Karisimbi |